# Panthéon canadien de l'art lyrique
Le Panthéon canadien de l'art lyrique (en anglais : « Canadian Opera Hall of Fame ») a été créé en 1991 par l'Opéra de Montréal pour souligner la contribution exceptionnelle d'artistes canadiens (notamment québécois), ainsi que celle de personnalités marquantes, au développement et à l'épanouissement de l'art lyrique au Canada. 

## Membres
- Pierrette Alarie (2005)
- Emma Albani (1991)
- Pierre Béique (2001)
- Mario Bernardi (1999)
- Napoléon Bisson (1997)
- Colette Boky (1998)
- Edmund Burke (1991)
- Clarice Carson (1998)
- Pierre Charbonneau  (2008)
- Fernande Chiocchio (2006)
- Claude Corbeil (1997)
- Lionel Daunais (1991)
- Edith Della Pergola (2002)
- Jacqueline Desmarais (1996)
- Pauline Donalda (1991)
- Paul Dufault (1991)
- Pierre Duval (2004)
- Louise Edvina (1991)
- Sarah Fischer (1991)
- Maureen Forrester (1994)
- Judith Forst (1992)
- Claire Gagnier (1996)
- Éva Gauthier (1991)
- Herman Geiger-Torel (1991)
- Jacques Gérard (1991)
- Jeanne Gordon (1991)
- Yvonne Goudreau (2004)
- Irving Guttman (1995)
- Kathleen Howard (1991)
- Jean-Paul Jeannotte (1994)
- Raoul Jobin (1991)
- Edward Johnson (1991)
- Janine Lachance (2007)
- Roger D. Landry (2004)
- Béatrice Lapalme (1991)
- Bruno Laplante (2011)
- Gabrielle Lavigne (2010)
- Fernand Lindsay (2009)
- George London (1991)
- Nicole Lorange (1999)
- Richard Margison (2003)
- Ermanno Mauro (1995)
- Ettore Mazzoleni (1991)
- Ruby Mercer (2002)
- François-Xavier Mercier (1991)
- Irene Pavloska (1991)
- Wilfrid Pelletier (1991)
- Rodolphe Plamondon (1991)
- Louis Quilico (1991)
- Joseph Rouleau (1992)
- Robert Savoie (2001)
- Huguette Tourangeau (1997)
- André Turp (1991)
- Richard Verreau (1996)

## Référence
- « Le Panthéon canadien de l’art lyrique », Opéra de Montréal, 2011 (consulté le 4 décembre 2011).